# Šíp

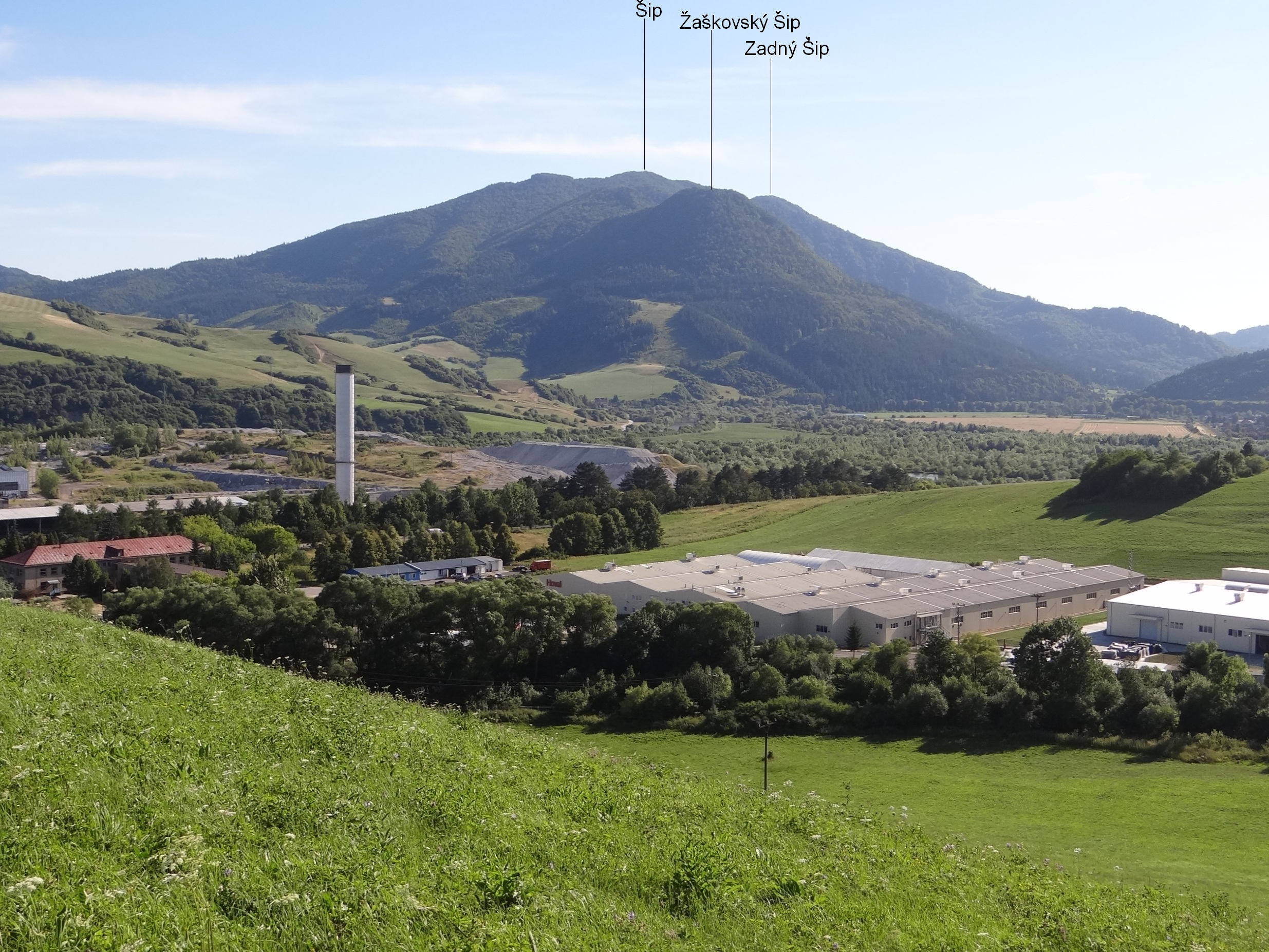
Šíp, widok z miejscowości Istebné

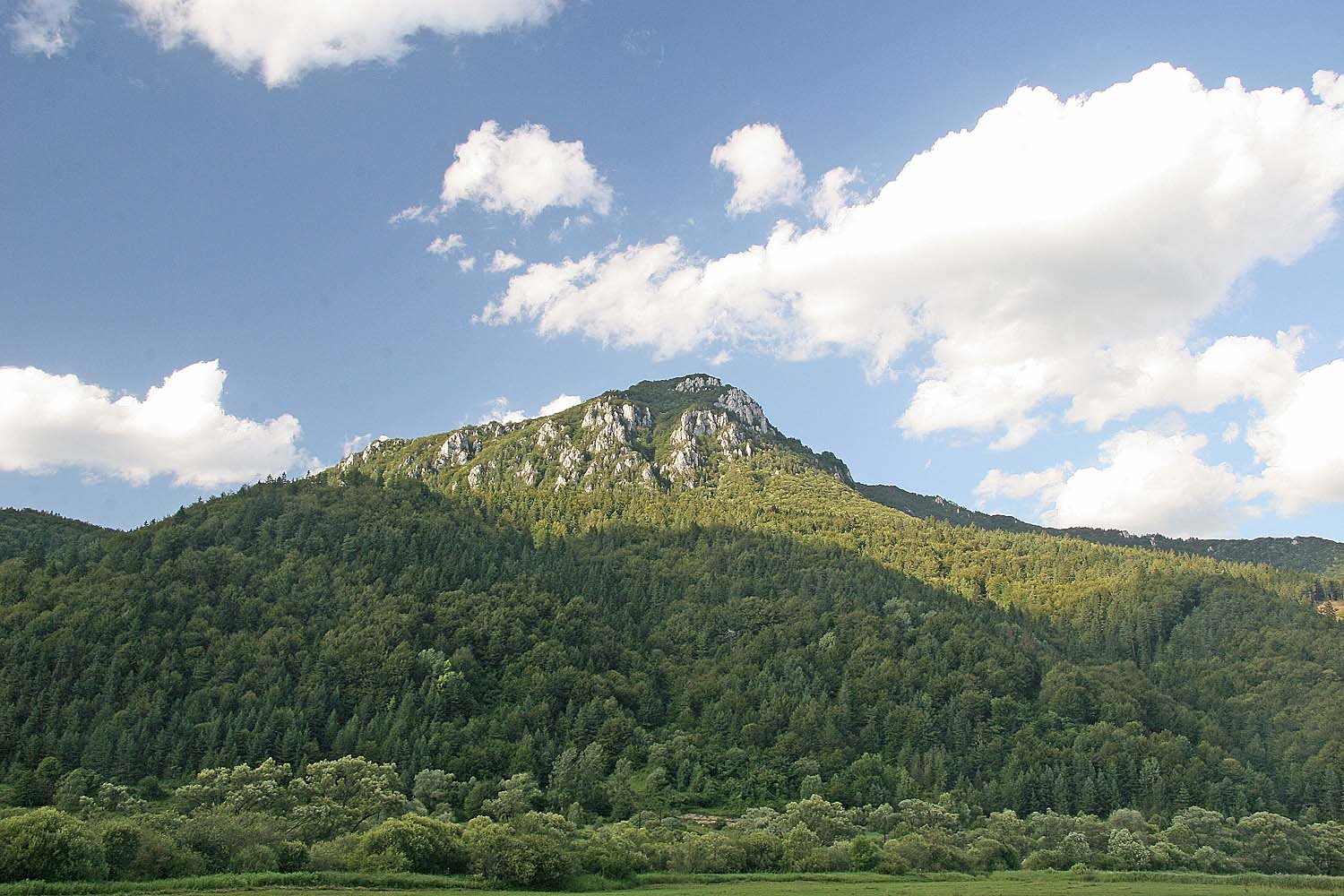
Widok z Rojkova na szczyt Šípu

Šíp (1169 m) – najwyższy szczyt masywu Šípu i całej tzw. Szypskiej Fatry w grupie górskiej Wielkiej Fatry w Centralnych Karpatach Zachodnich na Słowacji.

## Położenie
Masyw Šípu wypełnia widły Wagu i jego prawobrzeżnego dopływu – Orawy. Od północy i zachodu dolina Orawy oddziela go od Małej Fatry, od południa – fragment doliny Wagu od głównego zrębu Wielkiej Fatry, zaś Dolina Szkutowa (słow. Škútova dolina) i Przełęcz Żaszkowska (zwna również Na vrchu) – od pozostałej części Szypskiej Fatry (masywu Ostrego i Havrana), a od wschodu dolina Żaszkowskiego Potoku (słow. Žáškovský potok) od Gór Choczańskich.
Według starszego słowackiego podziału (sprzed 1978 r.) Šíp zaliczany był do Gór Choczańskich (słow. Chočské vrchy). Obecnie geomorfologowie zaliczają go do Wielkiej Fatry, do jej części położonej na północnym brzegu Wagu, zwanej Szypską Fatrą.
Šíp po słowacku znaczy: cierń, kolec, strzała. Nazwa nawiązuje zapewne do ostrej, spiczastej sylwetki góry oglądanej od zachodu, od zbiegu Wagu i Orawy przy Królewianach.

## Geologia – morfologia
Podstawę masywu Šípu, mniej więcej do poziomicy 700 m, charakteryzującą się mniejszą stromością i łagodniejszą rzeźbą stoków, tworzą mniej odporne skały (margle, margliste wapienie i łupki) należące do tzw. płaszczowiny kriżniańskiej. Wyższe piętro budują bardziej odporne skały płaszczowiny choczańskiej: głównie szare, warstwowane dolomity tzw. choczańskie, a lokalnie i ciemnoszare, żyłkowane, gruboławicowe wapienie typu gutensteinskiego, wszystkie pochodzące ze środkowego triasu  – to w nich zostały wypreparowane turniczki szczytowe, charakterystyczne nie tylko dla masywu Šípu, ale i całych Gór Choczańskich, a nawet np. Siwiańskich Turni w Tatrach Zachodnich. Stoki tego piętra są znacznie stromsze i silnie rozczłonkowane głębokimi dolinkami i żlebkami, u stóp skalnych turniczek często przykryte skalnym rumoszem.
Centralny fragment grzbietu Šípu jest rozwinięty na osi wschód – zachód. Główny wierzchołek Šípu jest stosunkowo płaski. W kierunku północno-wschodnim wybiega z niego wyraźny grzbiet, w którego zakończeniu nad ujściem Żaszkowskiego Potoku do Orawy wznosi się Žaškovský Šíp (940 m), natomiast w kierunku południowym – krótki, zwieńczony licznymi skałkami grzbiecik, spadający ku Stankowianom. W odległości ok. 900 m na zachód od głównego wierzchołka wznosi się Zadný Šíp (1143 m) – znacznie bardziej skalisty i zwieńczony wysokim, drewnianym krzyżem.
Šíp stanowi charakterystyczny element krajobrazu u zbiegu Wagu i Orawy. Rzeźba skalistych fragmentów Šípu jest niezwykle urozmaicona. W grzbiecie, oprócz wspomnianych turniczek, wyróżnia się spiętrzenie Okrągłej Skały (słow. Okrúhla skala, nieco na wschód od głównego wierzchołka), zwanej też czasem Stołem Janosika, wywieszonej obłą ścianą ku południowi. U podnóży Okrągłej Skały istnieje kilka większych nisz skalnych, a nawet nieduża jaskinka (tzw. Škutova komora). We wschodniej części masywu znajduje się również Ľadová jaskyňa v Šípe (niedostępna dla zwiedzania). U zachodnich podnóży spiętrzenia Zadniego Šípu, na miększych utworach skalnych serii kriżniańskiej, znajduje się kompleks polan zwanych Podšíp (690–760 m n.p.m.) – kiedyś intensywnie wypasanych. Stanowiły one dawniej żywy ośrodek pasterstwa; poczynając od lat 80. XX w. część zachowanych szałasów przerobiono na domki letniskowe.

## Przyroda ożywiona
Prawie cały masyw Šípu jest zalesiony, dominują lasy bukowo-jodłowe, a wyżej – świerczyny. W niższych położeniach u stóp masywu dawne pastwiska i łąki kośne, częściowo zarastające, z efektownymi kolumnowymi jałowcami. W najwyższych położeniach obok karłowaciejących buków i świerków spotykamy jawory, modrzewie oraz sztucznie wprowadzone limby. W partiach przyszczytowych występują natomiast naturalnego pochodzenia krzewy kosodrzewiny. Oryginalnym gatunkiem jest tu również jarząb mączny – jako typowy gatunek światło- i ciepłolubny znajduje on na południowych zboczach Šípu dogodne warunki rozwoju. Bardzo bogate w gatunki, w tym rzadkie i chronione, są również ciepłolubne murawy naskalne.
Cały masyw Šípu leży w granicach pasma ochronnego Parku Narodowego Mała Fatra, zaś centralną część masywu, mniej więcej od poziomicy 800 m w górę, obejmuje utworzony w 1980 r. rezerwat przyrody Šíp.

## Turystyka
Masyw Šipu, z racji swej atrakcyjności i łatwości dostępu praktycznie ze wszystkich stron, jest często odwiedzany przez turystów. Szczyt Šípu, położony na terenie rezerwatu przyrody, dostępny jest jedynie dwoma szlakami turystycznymi:
  ze Stankovian przez Dolinę Szkutową 2:00 h (z powrotem 1:20 h);
  z przystanku kolejowego Kraľovany zastavka przez Podšíp 3:00 h (z powrotem 2:20 h).
Dookolny widok, jaki się kiedyś roztaczał ze szczytu Šípu, należy już do przeszłości. Podrastający las ograniczył panoramę do kierunków południowego i wschodniego. Widok obejmuje najwyższe szczyty Wielkiej Fatry aż po Krížną, Niżne Tatry z Chopokiem i Dumbierem, głęboko wciętą dolinę Wagu, rozległy masyw Wielkiego Chocza, spoza którego wystają dalsze szczyty Gór Choczańskich oraz szczyty Tatr Zachodnich.
Punktem widokowym pozwalającym uzupełnić panoramę jest nieco niższe, niezalesione wzniesienie grzbietu, znajdujące się nieco na zachód od głównego wierzchołka. Widok stąd obejmuje obie części Małej Fatry: tzw. Krywańską Małą Fatrę z najwyższym Wielkim Krywaniem i skalistym Wielkim Rozsutcem oraz, ponad przełomem Wagu, tzw. Luczańską Małą Fatrę (Martinské hole). Na północy widok sięga po Wielką Raczę, Muńcuł i Pilsko w Beskidzie Żywieckim. Dalszą panoramę Beskidów zasłania wał Magury Orawskiej.